# Piyaseeli Wijegunasinghe
Piyaseeli Wijegunasinghe (* 20. Februar 1943 in Hapugala bei Galle, Sri Lanka; † 2. September 2010 in Colombo) war eine sri-lankische Literaturkritikerin und Trotzkistin.
Wijegunasinghe wurde 1968 Gründungsmitglied der Revolutionary Communist League, der heutigen Socialist Equality Party. Sie war mit Wije Dias verheiratet, dem Generalsekretär der Partei.
Wijegunasinghe arbeitete als Professorin an der Universität von Colombo. Von 1997 bis 2009 war sie Dekanin des Fachbereichs für singhalesische Literatur.